# Ashby Woulds
Ashby Woulds est une paroisse civile du Leicestershire, en Angleterre.